# ル・モナステール
ル・モナステール （Le Monastère）は、フランス、オクシタニー地域圏、アヴェロン県のコミューン。

## 地理
ロデーズ市街地のコミューンで、ロデーズ南部の都市部の1つである。

## 由来
フランス革命の間、コミューンにはブール＝ラ＝ブリアーヌ（Bourg-la-Briane）の名前がつけられていた。

## 歴史
ロデーズ司教ジルベール・ド・カントブルは、修道院橋の建設に貢献した労働者たちに1339年に免罪符を授けた。

## 人口統計
2016年時点のコミューン人口は2234人で、2011年時点の人口より6.03%増加した。
| 1962年 | 1968年 | 1975年 | 1982年 | 1990年 | 1999年 | 2006年 | 2016年 |
| ------ | ------ | ------ | ------ | ------ | ------ | ------ | ------ |
| 909    | 937    | 1201   | 1256   | 1579   | 1809   | 2060   | 2234   |

参照元:1962年から1999年までは複数コミューンに住所登録をする者の重複分を除いたもの。それ以降は当該コミューンの人口統計によるもの。1999年までEHESS/Cassini、2006年以降INSEE

## 観光
かつて独立したコミューンであったコンベルは、現在ル・モナステールの一部であり、馬術センターや休暇村がある。

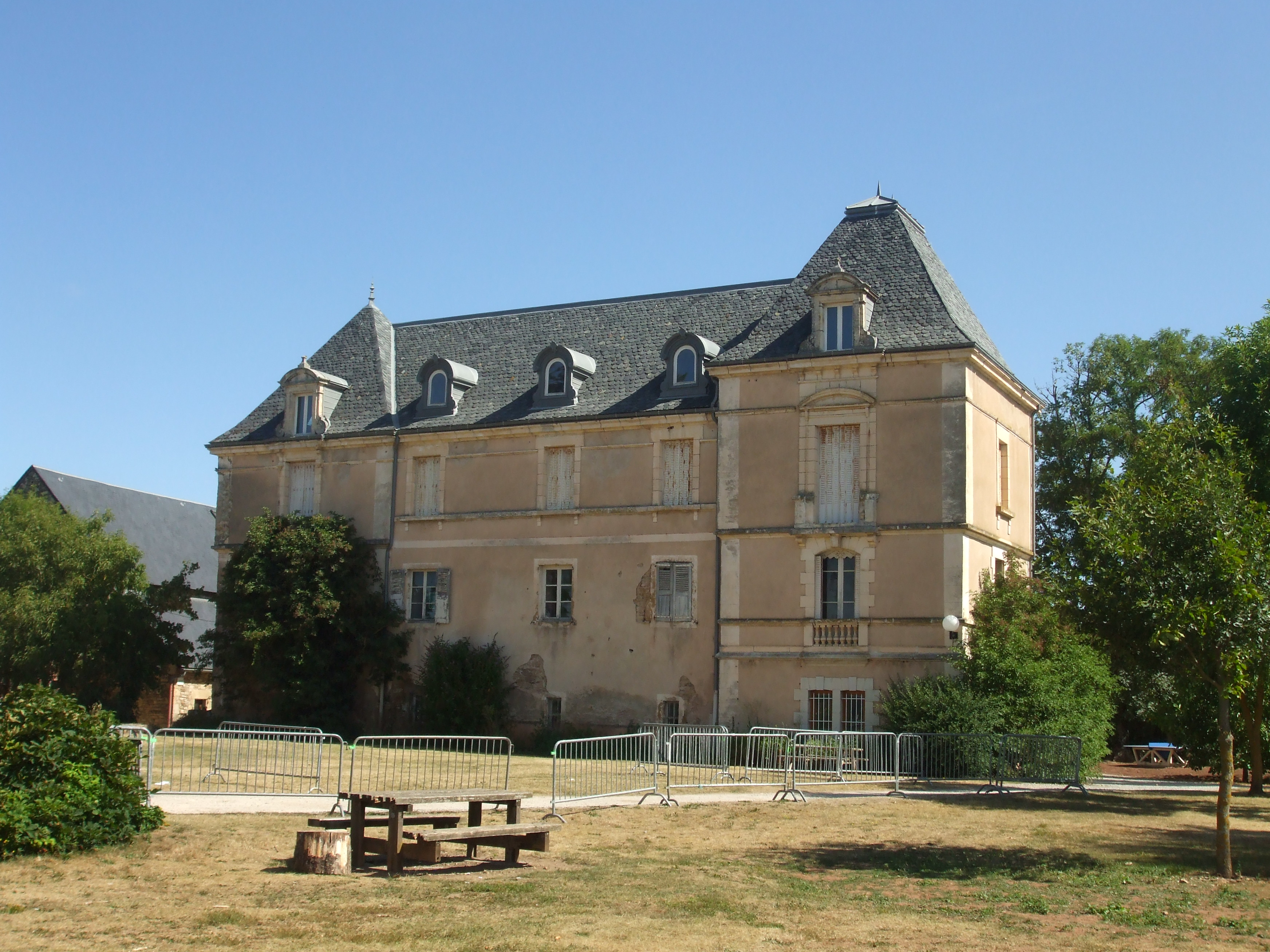
コンベルのシャトー
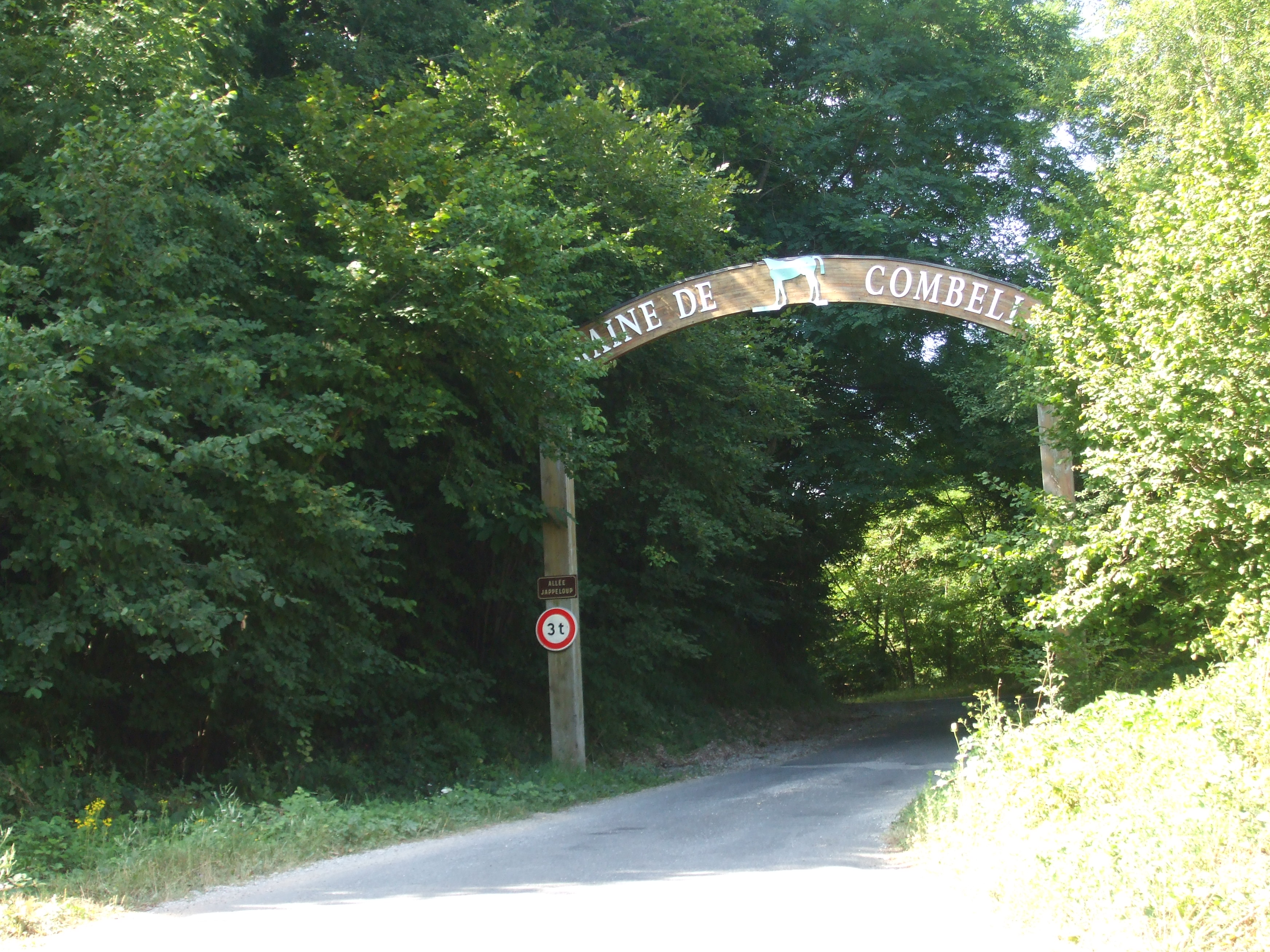
ドメーヌへの入り口
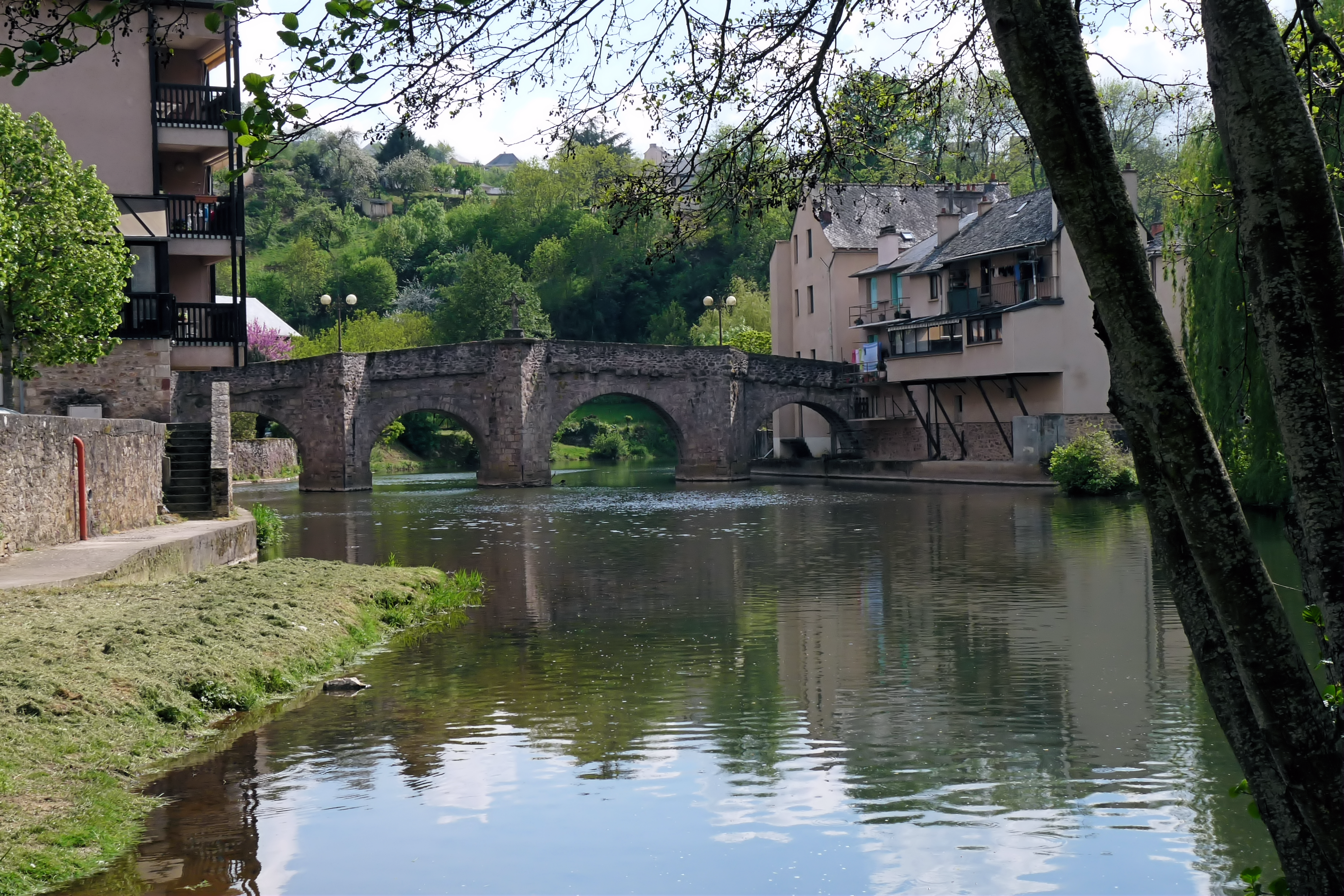
古い橋